# Lychnis fleur de coucou
Silene flos-cuculi
Pour les articles homonymes, voir Coucou (homonymie).
Espèce
Classification phylogénétique
Silene flos-cuculi, traditionnellement appelé la Lychnide fleur de coucou, œillet des prés ou œil-de-perdrix, est une espèce de plante herbacée vivace de la famille des Caryophyllaceae.
Elle est originaire d'Europe et d'Asie tempérée.

## Synonyme
- Lychnis flos-cuculi L.

## Étymologie
L'espèce devrait son nom flos-cuculi à sa période de floraison, quand le coucou commence à chanter. La dénomination de genre Lychnis signifierait « lampe » car une espèce voisine - la coquelourde des jardins - servait à faire des mèches pour les lampes à huile.

## Description
C'est une espèce de plante érigée, aux feuilles et fleurs fines. Souvent ramifiée, feuilles basales pétiolées, oblongues, aux feuilles caulinaires lancéolées. Les fleurs présentent un calice tubuleux à 10 nervures et 5 pointes. On observe 5 pétales divisés en 4 fines lanières, dont 2 principales et 2 plus fines. 10 étamines, 5 styles. Le fruit est une capsule à 5 valves. La floraison a lieu de mai à août.

## Habitat
Prairies humides, marécages, tourbières, tout lieu humide jusqu'à 2 000 m d'altitude.

## Répartition
Commune dans toute l’Europe, elle tend toutefois à disparaître en même temps que les zones humides reculent.

## Galerie

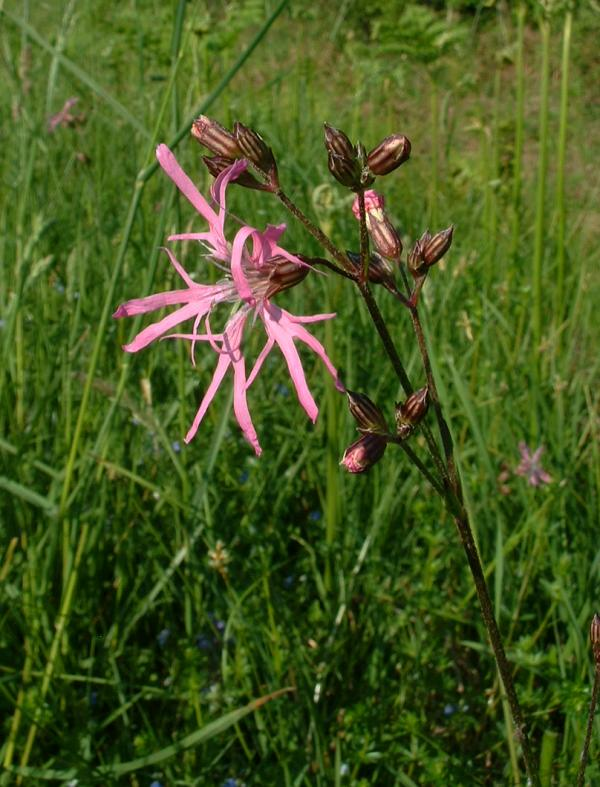
Lychnide fleur de coucou
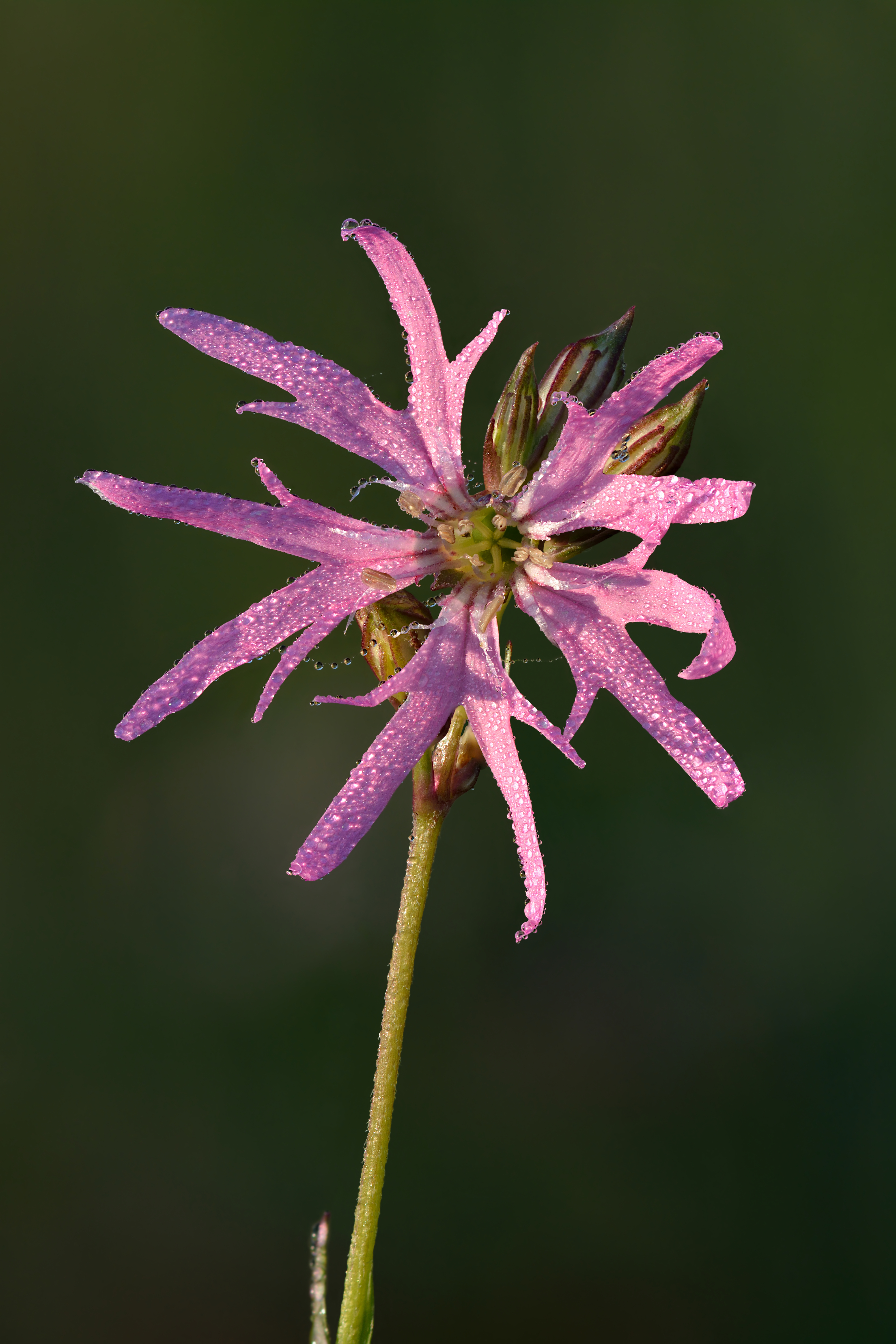
Lychnis fleur de coucou, diamètre 3 à 4 cm, couverte de la rosée du matin. Juin 2021.